# Championnat de Tunisie de football 2017-2018
Navigation
Saison précédente Saison suivante
La saison 2017-2018 du championnat de Tunisie de football est la 63e édition de la première division tunisienne à poule unique, la Ligue Professionnelle 1. Les quatorze meilleurs clubs tunisiens jouent les uns contre les autres à deux reprises durant la saison, à domicile et à l'extérieur. En fin de saison, les trois derniers du classement sont relégués et remplacés par les trois meilleurs clubs de la Ligue Professionnelle 2.
L'Espérance sportive de Tunis est le tenant du titre. Ses principaux adversaires pour la victoire finale sont le Club africain, l'Étoile sportive du Sahel et le Club sportif sfaxien. Les deux premiers du classement se qualifient pour la Ligue des champions de la CAF 2018 tandis que le troisième participe à la coupe de la confédération 2018.
La saison, qui débute le 15 août 2017 pour se terminer le 10 mai 2018, voit l'Espérance sportive de Tunis être sacré champion pour la deuxième année consécutive, et la 28e fois de son histoire.
| \| CA EST ST CAB ESS USM JSK CSS ESM SG ASG COM ESZ USBG \| Localisation des clubs engagés dans le championnat. |
| CA EST ST CAB ESS USM JSK CSS ESM SG ASG COM ESZ USBG                                                           |

## Participants
Les onze premiers du championnat 2016-2017 ainsi que les trois premiers du championnat de Ligue II 2016-2017 participent à la compétition.
| Club                           | Dernière montée | Classement 2016-2017 | Entraîneur          | Depuis | Stade                       | Capacité théorique | Ville       |
| ------------------------------ | --------------- | -------------------- | ------------------- | ------ | --------------------------- | ------------------ | ----------- |
| Espérance sportive de Tunis    | 1971            | 1re                  | Khaled Ben Yahia    | 2018   | Stade olympique de Radès    | 65 000             | Tunis       |
| Étoile sportive du Sahel       | 1962            | 2e                   | Kheireddine Madoui  | 2017   | Stade olympique de Sousse   | 30 000             | Sousse      |
| Club africain                  | 1937            | 3e                   | Kamel Kolsi         | 2017   | Stade olympique de Radès    | 65 000             | Tunis       |
| Club sportif sfaxien           | 1947            | 4e                   | Ghazi Ghrairi       | 2018   | Stade Taïeb-Mehiri          | 22 000             | Sfax        |
| Étoile sportive de Métlaoui    | 2013            | 5e                   | Afouène Gharbi      | 2018   | Stade municipal de Métlaoui | 5 000              | Métlaoui    |
| Union sportive de Ben Guerdane | 2015            | 6e                   | Samir Sellimi       | 2017   | Stade du 7-Mars             | 10 000             | Ben Gardane |
| Stade gabésien                 | 2012            | 7e                   | Mohamed Kouki       | 2018   | Stade olympique de Gabès    | 15 000             | Gabès       |
| Avenir sportif de Gabès        | 2016            | 8e                   | Skander Kasri       | 2017   | Stade olympique de Gabès    | 15 000             | Gabès       |
| Club athlétique bizertin       | 1990            | 9e                   | Jalel Kadri         | 2017   | Stade du 15-Octobre         | 20 000             | Bizerte     |
| Jeunesse sportive kairouanaise | 2009            | 10e                  | Nejib Khouaja       | 2017   | Stade Hamda-Laouani         | 7 000              | Kairouan    |
| Espérance sportive de Zarzis   | 2014            | 11e                  | Elyes Smaali        | 2017   | Stade Jlidi                 | 7 000              | Zarzis      |
| Stade tunisien                 | 2017            | 1er (L2)             | Nabil Kouki         | 2016   | Stade Chedly-Zouiten        | 20 000             | Le Bardo    |
| Union sportive monastirienne   | 2017            | 2e (L2)              | Tarek Lahdhiri      | 2016   | Stade Mustapha-Ben-Jannet   | 25 000             | Monastir    |
| Club olympique de Médenine     | 2017            | 3e (L2)              | Lassaâd Maâmar (en) | 2016   | Stade olympique de Médenine | 6 000              | Médenine    |

- Ligue des champions de la CAF 2018
- Coupe de la confédération 2018
- Promu de la Ligue II 2016-2017

| Club                           | Entraîneur(s) partant(s) | Motif du départ | Entraîneur(s) arrivant(s) |
| ------------------------------ | ------------------------ | --------------- | ------------------------- |
| Espérance sportive de Tunis    | Faouzi Benzarti          | Démission       | Mondher Kebaier           |
| Club africain                  | Marco Simone             | Renvoi          | Kamel Kolsi               |
| Étoile sportive du Sahel       | Hubert Velud             | Renvoi          | Kheireddine Madoui        |
| Club sportif sfaxien           | José Mota                | Renvoi          | Ghazi Ghrairi             |
| Stade gabésien                 | Gérard Buscher           | Renvoi          | Mohamed Kouki             |
| Jeunesse sportive kairouanaise | Pascal Janin             | Fin de contrat  | Najib Khouaja             |

## Compétition

### Classement
Le barème de points servant à établir le classement se décompose ainsi :
- Victoire : 3 points
- Match nul : 1 point
- Défaite : 0 point

| Rang | Équipe               | Pts  | J  | G  | N  | P  | Bp | Bc | Diff |
| ---- | -------------------- | ---- | -- | -- | -- | -- | -- | -- | ---- |
| 1    | Espérance de Tunis T | 58   | 26 | 17 | 7  | 2  | 46 | 19 | +27  |
| 2    | Club africain C      | 47   | 26 | 14 | 5  | 7  | 36 | 21 | +15  |
| 3    | Étoile du Sahel      | 47   | 26 | 14 | 5  | 7  | 38 | 17 | +21  |
| 4    | CS Sfax              | 46   | 26 | 13 | 7  | 6  | 37 | 18 | +19  |
| 5    | CA Bizerte           | 37-6 | 26 | 14 | 1  | 11 | 40 | 32 | +8   |
| 6    | US Monastir P        | 36   | 26 | 9  | 9  | 8  | 25 | 22 | +3   |
| 7    | ES Métlaoui          | 34   | 26 | 9  | 7  | 10 | 30 | 35 | -5   |
| 8    | JS Kairouan          | 32   | 26 | 9  | 5  | 12 | 20 | 32 | -12  |
| 9    | Stade tunisien P     | 31   | 26 | 8  | 7  | 11 | 29 | 36 | -7   |
| 10   | AS Gabès             | 29   | 26 | 7  | 8  | 11 | 25 | 32 | -7   |
| 11   | Stade gabésien       | 28   | 26 | 6  | 10 | 10 | 15 | 21 | -6   |
| 12   | US Ben Guerdane      | 26   | 26 | 7  | 5  | 14 | 22 | 34 | -12  |
| 13   | ES Zarzis            | 26   | 26 | 5  | 11 | 10 | 13 | 26 | -13  |
| 14   | CO Médenine P        | 17   | 26 | 4  | 5  | 17 | 12 | 43 | -31  |

Qualifications africaines
- 1er et 2e : Qualifiés pour la Ligue des champions
- 3e et 4e : Qualifiés pour la coupe de la confédération

Relégation
- 12e : Barrages de relégation en Ligue II
- 13e et 14e : Relégué en Ligue II

Abréviations
- T : Tenant du titre
- C : Vainqueur de la Coupe de Tunisie 2017
- P : Promus de Ligue II 2016-2017
- -6 : Point(s) de pénalité reçu(s)

L'Espérance sportive de Zarzis perd son match 2-0 sur tapis vert face à l'Union sportive de Ben Guerdane sur décision de la LNFP. La rencontre est arrêtée à la 44e minute par l'arbitre après l'ouverture du score par les visiteurs sur penalty dans une ambiance chaotique et au milieu des protestations véhémentes des dirigeants et supporters du club local durant plus de vingt minutes.
La FIFA déduit six points au Club athlétique bizertin à la suite d'un litige avec l'un de ses anciens joueurs.
Le bureau de la LNFP accorde la victoire en déplacement à l'Espérance sportive de Tunis face à l'Union sportive monastirienne (2-0), lors d'un match comptant pour la 20e journée et arrêté à la 87e minute (sur un score de 1-0) pour des incidents dans les gradins : la rencontre est interrompue à plusieurs reprises à cause de jets d'objets divers par les supporters mécontents de la prestation des arbitres assistants, coupables selon eux de plusieurs fautes d'appréciation en défaveur de leur équipe.

### Barrage de promotion
Le match de barrage de promotion entre le troisième du play-off de Ligue II et le douzième de la Ligue I 2017-2018 prend place le 18 mai. Le vainqueur de ce barrage obtient une place pour la Ligue I 2018-2019 tandis que le perdant rejoint la Ligue II.
| Match de barrage    | Union sportive de Ben Guerdane (L1) | 1-1     | El Gawafel sportives de Gafsa (L2) | | |
| 18 mai 2018 22 h 00 | Jaziri 48e (pen.)                   | (0 - 0) | Dhifallah 50e                      | Stade olympique de Radès, Radès Spectateurs : 1 000 spectateurs Diffuseur : Télévision tunisienne 1 Arbitrage : Sadok Selmi | Stade olympique de Radès, Radès Spectateurs : 1 000 spectateurs Diffuseur : Télévision tunisienne 1 Arbitrage : Sadok Selmi |

Le match de barrage entre l'Union sportive de Ben Guerdane et El Gawafel sportives de Gafsa est interrompu par l'arbitre Sadok Selmi pendant plusieurs minutes en seconde période, alors que le score est nul entre les deux clubs (1-1), à la suite des protestations des joueurs et responsables de Gafsa qui contestent la prestation du corps arbitral. La Fédération tunisienne de football décide à l'issue de ces événements d'attribuer une victoire sur tapis vert (2-0) à Ben Guerdane.
La fédération inflige également des sanctions à Gafsa, à savoir deux matchs de sanctions contre les onze joueurs sur la pelouse pour abandon du match, six mois de suspension contre le staff technique et quatre matchs de suspension contre le président du club, Ridha Mhamdi. Quant au trésorier du club, Salem Mhamdi, il écope de deux ans de suspension, assortis d'une amende de 15 000 dinars. Par ailleurs, le vice-président de Ben Guerdane, Aymen Chandoul, écope de cinq matchs de suspension.

### Résultats
| Résultats (▼dom., ►ext.)                                   | EST | ESS | CA  | CSS | ESM | USBG | SG  | ASG | CAB | JSK | ESZ | ST  | USM | COM |
| EST                                                        |     | 3-2 | 1-0 | 1-1 | 1-0 | 2-0  | 3-0 | 1-0 | 1-0 | 2-2 | 2-0 | 3-0 | 2-1 | 3-1 |
| ESS                                                        | 0-0 |     | 0-1 | 1-2 | 3-0 | 2-0  | 2-0 | 3-0 | 3-2 | 4-0 | 3-1 | 1-0 | 0-0 | 4-0 |
| CA                                                         | 2-1 | 1-0 |     | 2-1 | 5-1 | 2-1  | 1-0 | 2-1 | 0-2 | 3-0 | 4-0 | 1-2 | 4-1 | 1-1 |
| CSS                                                        | 0-2 | 0-1 | 1-0 |     | 1-0 | 3-0  | 0-0 | 1-1 | 3-1 | 4-0 | 1-0 | 4-1 | 0-0 | 1-0 |
| ESM                                                        | 0-3 | 1-1 | 1-1 | 0-0 |     | 1-0  | 1-1 | 1-0 | 2-0 | 0-0 | 2-2 | 2-0 | 2-1 | 4-0 |
| USBG                                                       | 2-2 | 2-1 | 1-1 | 0-1 | 2-1 |      | 1-0 | 2-0 | 1-0 | 0-3 | 1-0 | 1-2 | 0-1 | 2-3 |
| SG                                                         | 1-1 | 0-0 | 0-1 | 1-3 | 0-0 | 1-0  |     | 1-1 | 1-0 | 1-0 | 0-0 | 2-0 | 0-0 | 1-0 |
| ASG                                                        | 1-1 | 0-2 | 1-0 | 1-2 | 5-1 | 0-3  | 1-0 |     | 2-1 | 2-0 | 0-0 | 2-2 | 0-2 | 2-0 |
| CAB                                                        | 2-3 | 1-2 | 3-1 | 2-1 | 1-2 | 3-0  | 2-1 | 3-2 |     | 1-0 | 1-2 | 3-1 | 1-0 | 2-1 |
| JSK                                                        | 1-2 | 1-0 | 1-0 | 2-1 | 0-2 | 2-0  | 2-0 | 2-0 | 0-2 |     | 0-0 | 1-2 | 2-1 | 1-0 |
| ESZ                                                        | 1-0 | 0-1 | 0-0 | 0-0 | 1-3 | 0-2  | 1-0 | 0-0 | 1-0 | 0-0 |     | 2-1 | 0-0 | 0-0 |
| ST                                                         | 2-2 | 0-0 | 1-2 | 1-1 | 4-2 | 1-0  | 0-0 | 1-1 | 1-2 | 3-0 | 1-0 |     | 2-2 | 1-0 |
| USM                                                        | 2-0 | 0-1 | 0-0 | 1-0 | 2-1 | 1-1  | 1-1 | 1-2 | 1-1 | 2-0 | 3-0 | 1-0 |     | 1-0 |
| COM                                                        | 0-2 | 2-1 | 0-1 | 0-5 | 1-0 | 1-1  | 0-3 | 0-0 | 1-2 | 0-0 | 0-3 | 1-0 | 0-2 |     |
| - Victoire à domicile - Match nul - Victoire à l'extérieur |     |     |     |     |     |      |     |     |     |     |     |     |     |     |

### Buts marqués par journée
Ce graphique représente le nombre de buts marqués lors de chaque journée, pour un total de 386 buts en 26 journées (soit 14,85 par journée et 2,12 par match) :

### Meilleurs buteurs
| Rang | Joueur                | Club            | Buts |
| ---- | --------------------- | --------------- | ---- |
| 1    | Saber Khalifa         | Club africain   | 9    |
| 1    | Alaeddine Marzouki    | CS Sfax         | 9    |
| 1    | Zied Ounalli          | CA Bizerte      | 9    |
| 1    | Lassaad Jaziri        | US Ben Guerdane | 9    |
| 5    | Taha Yassine Khenissi | ES Tunis        | 8    |
| 5    | Jacques Bessan        | Stade tunisien  | 8    |

### Meilleurs passeurs
| Rang | Joueur         | Club        | Passes |
| ---- | -------------- | ----------- | ------ |
| 1    | Anice Badri    | ES Tunis    | 7      |
| 2    | Firas Belarbi  | CA Bizerte  | 6      |
| 2    | Khalil Chemmam | ES Tunis    | 6      |
| 4    | Maher Hannachi | CS Sfax     | 5      |
| 4    | Hssan Messadi  | US Monastir | 5      |
| 4    | Hamza Lahmar   | ES Sahel    | 5      |

## Statistiques
- Meilleure attaque : Espérance sportive de Tunis (46 buts marqués)
- Meilleure défense : Club sportif sfaxien (18 buts encaissés)
- Premier but de la saison : Ferjani Sassi (  4e) pour l'Espérance sportive de Tunis contre le Club olympique de Médenine (0-2), le 15 août 2017
- Dernier but de la saison : Youcef Belaïli (  68e (SP)) pour l'Espérance sportive de Tunis contre la Jeunesse sportive kairouanaise (2-2), le 10 mai 2018
- Premier but contre son camp :
- Premier doublé : Taha Yassine Khenissi (  27e   68e) pour l'Espérance sportive de Tunis contre le Club athlétique bizertin (3-2), le 25 août 2017
- Premier triplé :
- But le plus rapide d'une rencontre : Ghazi Ayadi (  1re) pour le Club africain contre le Club sportif sfaxien (2-1), le 6 décembre 2017
- But le plus tardif d'une rencontre : Rami Bedoui (  94e) pour l'Étoile sportive du Sahel contre le Club athlétique bizertin (1-2), le 15 août 2017
- Journée de championnat la plus riche en buts : 15e journée (22 buts)
- Journée de championnat la plus pauvre en buts : 5e journée (10 buts)
- Nombre de buts inscrits durant la saison : 274 buts
- Plus grand nombre de buts dans une rencontre : 6 buts
  - 5-1 lors du match Avenir sportif de Gabès - Étoile sportive de Métlaoui, le 21 octobre 2017
- Plus large victoire à domicile : 4 buts d'écart
  - 4-0 lors du match Club sportif sfaxien - Jeunesse sportive kairouanaise, le 25 août 2017
  - 5-1 lors du match Avenir sportif de Gabès - Étoile sportive de Métlaoui, le 21 octobre 2017
- Plus large victoire à l'extérieur : 3 buts d'écart
  - 0-3 lors du match Union sportive de Ben Guerdane - Jeunesse sportive kairouanaise, le 22 octobre 2017
  - 0-3 lors du match Étoile sportive de Métlaoui - Espérance sportive de Tunis, le 16 novembre 2017
  - 0-3 lors du match Club olympique de Médenine - Stade gabésien, le 21 janvier 2018
- Plus grand nombre de buts en une mi-temps : 4 buts
  - 2e mi-temps du match Club africain - Union sportive monastirienne, le 21 janvier 2018
- Plus grande série de victoires : 7 victoires pour le Club africain entre la 15e et la 21e journée
- Plus grande série de défaites : 10 matchs pour l'Union sportive de Ben Guerdane entre la 2e et la 11e journée
- Plus grande série de matchs sans défaite : 18 matchs pour l'Espérance sportive de Tunis entre la 1re et la 18e journée
- Plus grande série de matchs sans victoire : 13 matchs pour l'Espérance sportive de Zarzis entre la 1re et la 13e journée et pour l'Club olympique de Médenine entre la 13e et la 26e journée
- Plus grand nombre de spectateurs dans une rencontre : 36 000 spectateurs, Espérance sportive de Tunis - Club africain, le 3 décembre 2017
- Plus petit nombre de spectateurs dans une rencontre : Huis clos
- Champion d'automne : Espérance sportive de Tunis
- Champion : Espérance sportive de Tunis

## Bilan de la saison
| Championnat de Tunisie de football 2017-2018                        |                                         |
| Champion                                                            | Espérance sportive de Tunis (28e titre) |
| Qualifications continentales                                        |                                         |
| Ligue des champions de la CAF 2018-2019                             | Espérance sportive de Tunis             |
| Ligue des champions de la CAF 2018-2019                             | Club africain                           |
| Coupe de la confédération 2018-2019                                 | Étoile sportive du Sahel                |
| Coupe de la confédération 2018-2019                                 | Club sportif sfaxien                    |
| Promotions et relégations                                           |                                         |
| Promus en Championnat de Tunisie de football                        | Club sportif de Hammam Lif              |
| Promus en Championnat de Tunisie de football                        | Union sportive de Tataouine             |
| Relégués en Championnat de Tunisie de football de deuxième division | Club olympique de Médenine              |
| Relégués en Championnat de Tunisie de football de deuxième division | Espérance sportive de Zarzis            |

## Droits TV
L'Établissement de la télévision tunisienne acquiert les droits télévisuels pour cette saison, tout comme la chaîne qatarie Al-Kass Sports Channel pour certains matchs du championnat.